# Abuse Me
Abuse Me är en låt av Silverchair. Låten återfinns på albumet Freak Show från 1997, och finns även på singel. Låten nådde nummer 9 på topplistan i Australien och nummer 4 i USA på både Mainstream Rock och Alternative Songs topplistorna.
I Kanada nådde singeln nummer 1 på topplistan.